# One Eyed Jacks
„One Eyed Jacks” este un bordel și cazinou în serialul de televiziune american Twin Peaks, creat de David Lynch și Mark Frost. Aparține lui Benjamin Horne și este condus de Blackie O' Reilly. Fetele au costume în formă de cărți de joc.
Spre deosebire de orașul Twin Peaks, One Eyed Jacks nu se află în statul american Washington, ci dincolo de granița canadiană, în statul Columbia Britanică.